# 드미트리 세냐빈
드미트리 니콜라예비치 세냐빈(러시아어: Дми́трий Никола́евич Сеня́вин, 1763년 8월 17일 ~ 1831년 4월 17일)은 러시아-튀르크 전쟁 및 나폴레옹 전쟁, 그리스 독립전쟁에서 활약한 러시아 제국 해군 장교로, 표도르 우샤코프의 후계자로 알려져 있다. 아토스 해전에서 세냐빈은 우샤코프가 썼던 전술을 활용해 오스만 제국의 기함들에 큰 피해를 입혔다. 세냐빈은 러시아 제국 해군의 발트 함대에서 복무하며 여러 업적을 이룩했다.